# Naturaleza muerta (película de 2006)
Naturaleza muerta (En chino: 三峡好人; Pinyin: Sānxiá hǎorén) es una película China del año 2006 dirigida por Jia Zhangke. Narra la historia de gente que es forzada a dejar su ciudad por la construcción de una barrera de protección al agua. El rodaje se llevó a cabo en la ciudad de Fengjie, a orillas del río Yangtze, en el mismo momento que estaba siendo demolida, mientras iba quedando bajo el agua a causa de la construcción de la Presa de las Tres Gargantas. La película se estrenó en el Festival de Cine de Venecia de 2006 y fue ganadora del León de Oro a mejor película.

## Sinopsis
La película se desarrolla en la ciudad-condado de Fengjie, una de las afectadas por la construcción de la Presa de las Tres Gargantas. A la desaparecida ciudad, ya cubierta por las aguas, le siguen los trabajos de demolición de los edificios existentes. Han Sanming es un minero que viaja a Fengjie en busca de su exmujer y de su hija, a las que no ha visto en 16 años tras haber sido separados por la policía. En la ciudad en ruinas encuentra un extraño cobijo. Por su parte, y de manera paralela, la película nos presenta a Shen Hong, una enfermera que viaja a Fengjie en busca de su marido, que no ha vuelto a casa en dos años y que lleva una empresa de demolición. Motivada por una serie de recuerdos, la intención del reencuentro no es volver con su marido, sino zanjar un conflicto profundo.